# William Young (architecte)
Pour les articles homonymes, voir William Young et Young.
William Young (né en 1843, décédé le 1er novembre 1900) est un architecte écossais du XIXe siècle. Du courant de l'architecture victorienne, il réalise l'Hôtel de ville de Glasgow.